# Cerovec pri Črešnjevcu
Cerovec pri Črešnjevcu este o localitate din comuna Semič, Slovenia, cu o populație de 68 de locuitori.